# 海上田园南站
海上田园南站是一个属于深圳地铁12号线的地铁车站，位于中華人民共和國廣東省深圳市宝安区沙井街道展城路与沙井南环路交叉路口，沿展城路呈南北走向。
本站于2022年11月28日随深圳地铁12号线一同正式启用。

## 车站结构
海上田园南站为地下二层11m岛式车站，整体设置于展城路地下。

### 楼层
| 地面              | -    | 出入口 |
| 地下一层          | 站厅 | 售票机、客务中心、车站控制室                                                                                |
| 地下二层          | 月台 | \| \| \| 12號線往松岗（海上田园东） \| \| 島式 · 開左邊车门 \| \| \| \| \| \| 12號線往左炮台东（国展北） \| |
|                   |      | 12號線往松岗（海上田园东）                                                                                  |
| 島式 · 開左邊车门 |      | |
|                   |      | 12號線往左炮台东（国展北）                                                                                  |

### 出入口
海上田园南站共设有2个出入口。
| 出口编号及设施                          | 指示                     | 建议前往目的地           |
| --------------------------------------- | ------------------------ | ------------------------ |
| 出口 · A · 升降机标志 · 扶手电梯标志    | 展城路东侧（南）         | 会展湾雍景花园、云海臻府 |
| 出口 · C · 升降机标志 · 扶手电梯标志    | 在建沙井南环路北侧（西） | 深圳前海·华发冰雪世界    |
| 註： 設有 \| 設有扶手電梯 \| 設有洗手間 |                          |                          |

### 车站艺术
（待补充）

## 历史

### 规划和建设
（待补充）

## 接駁交通

### 公共汽车
本站周围500米范围内暂无公共交通服务。

## 相关图像
- 12号线海上田园东方向站台